# Kalendarium historii Górnego Śląska
Kalendarium historii Górnego Śląska – zawiera najważniejsze wydarzenia w prehistorii i historii Górnego Śląska

## Prehistoria
- około 800 tys. lat p.n.e. – w okolicach dzisiejszych Kończyc Wielkich koło Cieszyna przebywali przedstawiciele gatunku praczłowieka Homo erectus, przybyli prawdopodobnie z południa przez Bramę Morawską za zwierzyną[1].
- 870 (około) – prawdopodobne przyłączenie terenów górnej Odry i górnej Wisły do Rzeszy Wielkomorawskiej przez Świętopełka Wielkiego.
- 921 (około) – prawdopodobne przyłączenie Śląska do Czech

## Średniowiecze
- 985–990 – Kampania wojenna Mieszka I przeciwko Czechom, zakończona zajęciem części Śląska (z 985 roku pochodzą wały piastowskich grodów z Opola, Wrocławia i Głogowa[2]).
- 991 – dokument Dagome iudex potwierdza wejście Śląska w skład państwa Polan
- 1000 – powstaje podporządkowane Gnieznu biskupstwo wrocławskie, obejmujące swoim zasięgiem większą część Górnego Śląska.
- 999–1003 – Kampania wojenna Bolesława Chrobrego przeciwko Czechom i Węgrom, uwieńczona zajęciem późniejszego Górnego Śląska, Moraw, Kraju Wiślan i Słowacji, a przejściowo również Czech.
- 1038 – książę czeski Brzetysław I najechał na Polskę i przyłączył Śląsk do Czech. W następstwie najazdu wyłączył też z diecezji wrocławskiej Opawę, Karniów i Głubczyce.
- 1050 – Kazimierz I Odnowiciel najechał na Czechy, wskutek czego przyłącza do Polski Śląsk bez znacznej części ziemi gołęszyckiej. Zgodnie z układem w Quedlinburgu polscy władcy musieli płacić Czechom trybut z ziem śląskich.
- 1069 – Bolesław Szczodry zaprzestaje płacenia trybutu ze Śląska.
- 1103 – czeski najazd na Górny Śląsk
- 1109 – czeski najazd na Górny Śląsk
- 1137 – pokój kłodzki pomiędzy Bolesławem Krzywoustym i Sobiesławem I pozostawiający Śląsk Opawski władcom czeskim, a resztę Śląska władcom polskim.
- 1138 – podział Polski na dzielnice, Śląsk i Małopolska dostały się pod władzę Władysława II Wygnańca, który jako książę-senior i princeps miał zwierzchnią władzę nad wszystkimi dzielnicami Królestwa Polskiego. Ziemie późniejszego Górnego Śląska znalazły się w dzielnicy śląskiej i dzielnicy senioralnej (krakowskiej), z wyjątkiem opawskiej (wcielonej do Moraw).
- 1163 – Korzystając z protekcji cesarza Fryderyka Barbarossy, wskutek układu w Norymberdze synowie Władysława II Wygnańca i Agnieszki – Bolesław I Wysoki i Mieszko I Plątonogi odzyskują dzielnicę śląską, jako dziedziczne księstwo. Strategiczne grody nad Odrą książę-senior Bolesław IV Kędzierzawy obsadził swoim wojskiem.
- 1166 – Książęta śląscy Bolesław I Wysoki i Mieszko I Plątonogi usuwają załogi seniora ze strategicznych nadodrzańskich grodów.
- 1167 – Książęta Bolesław I Wysoki i Mieszko I Plątonogi odpierają zbrojną interwencję księcia-seniora Bolesława Kędzierzawego.
- 1173 – wyłączenie ziem późniejszego Górnego Śląska od reszty ziem śląskich: Mieszko I Plątonogi otrzymał samodzielną dzielnicę ze stolicą w Raciborzu; a jego bratanek Jarosław dostał księstwo ze stolicą w Opolu.
- 1178/1179 – Kazimierz II Sprawiedliwy pokonał księcia-seniora Mieszka Starego. Równolegle na Śląsku Mieszko I Plątonogi pokonał i wypędził sojusznika Kazimierza – księcia Bolesława Wysokiego. W zamian za zgodę na powrót Bolesława Wysokiego na stolec książęcy we Wrocławiu, Mieszko I Plątonogi otrzymał od Kazimierza Sprawiedliwego kasztelanię bytomską i oświęcimską. Pierwotna granica śląsko-małopolska leżąca na dziale wodnym Odry i Wisły została przesunięta na wschód i od tego czasu datuje się przynależność Bytomia do Śląska.
- 1202 – Mieszko I Plątonogi po śmierci Jarosława przyłączył jego ziemie do swego księstwa. Wszystkie, z wyjątkiem opawskiej (Opawa, Karniów, Głubczyce), ziemie późniejszego Górnego Śląska należą do księstwa opolsko-raciborskiego.
- 1210, 9 czerwca – na zapewne na wniosek księcia wrocławskiego Henryka I Brodatego papież Innocenty III przywraca zasadę senioratu. Podczas zjazdu w Borzykowej innych książąt piastowskich i biskupów metropolii gnieźnieńskiej radzących nad kwestią zawartą w tej bulli książę opolsko-raciborski Mieszko I Plątonogi zajmuje Kraków.
- 1222 – Ziemie w okolicach Namysłowa i Kluczborka z nadania księcia wrocławskiego Henryka Brodatego otrzymują Krzyżacy, a w 1226 Templariusze otrzymują ziemie w Oleśnicy Małej koło Oławy.
- 1229 – Księżna Wiola – wdowa po Kazimierzu opolskim – oddaje swych małoletnich synów pod opiekę księcia wrocławskiego Henryka Brodatego.
- 1232 (około) – wprowadzenie śląskiego prawa górniczego.
- 1241 – Najazd tatarski na Śląsk, zakończony klęską wojsk śląskich (wspomaganych przez Krzyżaków, Templariuszy, Morawian, Wielkopolan i nieliczne wojska małopolskie) w bitwie pod Legnicą, odbytej 9 kwietnia, podczas której zginął książę Henryk II Pobożny. Wdowa po Henryku – księżna Anna Czeska sprowadza z Pragi do Wrocławia Zakon Krzyżowców z Czerwoną Gwiazdą. Zakon był ważną podówczas instytucją zajmującą się szpitalnictwem na Śląsku i posiadał swoje szpitale w Bolesławcu, Świdnicy, Ziębicach, Legnicy i Kluczborku.
- 1254 – lokacja Bytomia na prawie magdeburskim.
- 1280 – Henryk IV Probus – książę wrocławski poślubia córkę Władysława opolskiego i łączy cały Śląsk sojuszem zbrojnym. Henryk IV Probus i Władysław opolski składają hołd lenny królowi niemieckiemu Rudolfowi Habsburgowi.
- 1281/1282 – umarł Władysław opolski, pozostawiając czterech synów. Do 1290 roku w wyniku podziału ziem między synów zmarłego powstały księstwa bytomskie, opolskie i raciborskie i nieco później – cieszyńskie. Powstałe księstwa przechodzą stopniowo w orbitę wpływów Królestwa Czeskiego.
- 1289, 1 stycznia – książę bytomski Kazimierz II składa hołd lenny Wacławowi II, królowi Czech.
- 1318 – ziemie śląskie w granicach Korony Czeskiej wyłączono z Moraw, jako księstwo opawskie – dziedziczną ziemię bocznej linii Przemyślidów.
- 1327 – Wszyscy książęta górnośląscy, kolejno w Opawie, Bytomiu i Wrocławiu składają hołd lenny królowi Czech i Polski – Janowi Luksemburskiemu.
- 1335, 24 sierpnia, Trenczyn, 13 listopada, Wyszehrad – Układ w Trenczynie o uznanie zwierzchności Jana Luksemburskiego nad zhołdowanymi księstwami śląskimi oraz o zaprzestaniu przez Jana Luksemburskiego używania tytułu króla Polski[3].
- 1336 – po śmierci ostatniego Piasta raciborskiego Leszka jego księstwo przypada Przemyślidom z Opawy.
- 1337 – król czeski Jan Luksemburski odkupił od Albrechta z Fulštejnu ziemię prudnicką, a następnie wraz z Prudnikiem przekazał ją Bolesławowi Pierworodnemu[4].
- 1339 – król Polski Kazimierz III Wielki w akcie krakowskim potwierdza ustalenia układu trenczyńskiego, zrzekając się roszczeń do księstw śląskich, z wyłączeniem księstw Bolka II świdnickiego, Henryka jaworskiego, Bolka ziębickiego i biskupiego księstwa nyskiego.
- 1345 – wojska polskie, węgierskie i litewskie pod wodzą Kazimierza Wielkiego wkraczają na Górny Śląsk, zdobywają Pszczynę i Rybnik oblegają Żory, pustoszą księstwo opawsko–raciborskie. 29 czerwca 1345 król czeski Jan Luksemburski, zebrawszy dużą i dobrze uzbrojoną armię, przybył z odsieczą i stanął obozem „pod Wodzisławiem”. zmuszając Kazimierza Wielkiego do odwrotu[5][6].
- 1348 (22 listopada) – zawarcie pokoju w Namysłowie utrwalającego stan faktyczny sprzed wybuchu wojny w 1345. (7 kwietnia) – Inkorporacja Śląska do Korony Czeskiej przez Karola IV Luksemburskiego.
- 1391 – książę raciborski Jan II Żelazny dokonał najazdu na dobra biskupa krakowskiego. Jako rekompensatę oddaje mu Chełm, Imielin i Kosztowy. Powstała tzw. enklawa imielińska, terytorium podległe Polsce (stan taki trwał do rozbiorów)
- 1396 – Spytek Melsztyński (zm. 1399) spustoszył Lubliniec, Olesno i Gorzów Śląski.
- 1434 (około) – wprowadzenie na Górnym Śląsku, jako urzędowego, języka czeskiego. Kościół katolicki wprowadza w miejsce stosowanego dotychczas języka niemieckiego język polski.
- 1443 – biskup krakowski Zbigniew Oleśnicki kupił od Piastów cieszyńskich kasztelanie siewierska, wraz z Koziegłowami i Czeladzią. Początek dziejów biskupiego księstwa siewierskiego (formalnie niezależnego, istniało do 1790 r.).
- 1456 (1496) – przyłączenie księstwa oświęcimskiego do Królestwa Polskiego.

## Nowożytność
- 1494 – przyłączenie księstwa zatorskiego do Królestwa Polskiego.
- 1521 – zjednoczenie większości ziem Górnego Śląska (poza księstwem cieszyńskim, księstwem opawskim i księstwem karniowskim) przez księcia Jana II Dobrego.
- 1526 – Królestwo Czech razem z Górnym Śląskiem dostało się pod władzę Ferdynanda I Habsburga.
- 1528 – książę opolski Jan II Dobry oraz książę karniowski Jerzy Hohenzollern-Ansbach wydają Ordunek Gorny. Początek nowożytnego górnictwa na Górnym Śląsku.
- 1531 – książę opolski Jan II Dobry wydaje przywilej ziemski księstwa opolsko-raciborskiego, Przywilej Hanuszowy” dla mieszkańców księstwa opolsko-raciborskiego:
  - Podkreślenie jedności księstwa opolsko-raciborskiego i jego przynależności do Korony czeskiej (Opole lub Racibórz miały stać się miejscem hołdu składanemu królowi Czech).
  - Po śmierci księcia najwyższą władzą w księstwie miał być sejmik ziemski (zwoływany przez króla czeskiego, bądź namiestnika Śląska), składający się z przedstawicieli szlachty i asesorów sądu ziemskiego.
  - Po śmierci księcia władzę wykonawczą miał sprawować namiestnik (nominowany przez króla czeskiego) – szlachcic mieszkający na terenie księstwa, który był zobowiązany do postępowania zgodnego z przywilejem ziemskim.
  - Wyższy sąd apelacyjny opolsko-raciborski (zbierający się dwa razy do roku w Opolu bądź Raciborzu) – najwyższą instancją sądową w księstwie.
  - Umożliwienie chłopom prawa do nabywania i posiadania ziemi.
- 1579 – Jan Trapp z Turyngii wykonał plany sztolni Św. Jakuba w Tarnowskich Górach. Plany te uważane są za najstarsze zachowane mapy górnicze w Europie
- 1618 – Stany śląskie popierają detronizację Ferdynanda Habsburga i wraz ze stanami czeskimi wybierają na króla Czech – Fryderyka – elektora palatynatu reńskiego. Czesi rozpoczynają antyhabsburskie powstanie. Ślązacy wysyłają Czechom posiłki i obstawiają wojskiem granicę z Polską, ze strony której spodziewają się interwencji na rzecz Habsburgów.
- 1619 – Również Śląsk oficjalnie przyłącza się do antyhabsburskiego powstania. Na czele śląskiego rządu staje starosta generalny Śląska książę brzeski Jan Chrystian z dynastii Piastów. Na czele śląskiej armii powstańczej staje górnośląski książę karniowski, pan na Bytomiu i Boguminie Jan Jerzy.
- 1620 luty – najazd na Śląsk wysłanych cesarzowi z odsieczą przez króla Zygmunta III Wazę oddziału najemnego lisowczyków. Po uderzeniu na księstwo opolsko-raciborskie, lisowczycy spustoszyli Skoczów i Strumień w księstwie cieszyńskim. W tym samym roku lisowczycy już w służbie cesarza razem z armią cesarską i wojskami Ligi Katolickiej rozgromili na Białej Górze koło Pragi powstańczą armię stanów czeskich.
- 1653 – po śmierci księżnej Elżbiety Lukrecji, Habsburgowie obejmują w bezpośrednie władanie ostatnie księstwo piastowskie na Górnym Śląsku – Księstwo Cieszyńskie.
- 1683 sierpień – przemarsz wojsk polskich udających się pod Wiedeń. Trasa przemarszu wiodła poprzez Bytom, Piekary Śląskie Tarnowskie Góry, Gliwice, Rudy Raciborskie, Racibórz.
- 1740 – Król pruski Fryderyk II Wielki zajmuje większość ziem Górnego Śląska, poza księstwami: cieszyńskim, opawskim i karniowskim.
- 1740–1742 – I wojna śląska.
- 1741, 10 czerwca - Zwycięstwo pruskie nad Austrią w bitwie pod Małujowicami i zajęcie Śląska przez Prusy.
- 1742, 11 czerwca - Podpisanie pokoju we Wrocławiu na mocy którego Fryderyk II opanował prawie cały Śląsk Dolny (oprócz części biskupiego księstwa nyskiego - ziemie frywałdowskiej) i większość Górnego, w tym księstwo opolskie i raciborskie.
- 1751 – podział Śląska Austriackiego (ze stolicą w Opawie) na obwody karniowski (cz. Krnovský kraj, niem. Jägerndorfer Kreis), opawski (cz. Opavský kraj, niem. Troppauer Kreis) i cieszyński (cz. Těšínský kraj, niem. Teschner Kreis).
- 1783 – podział Śląska Austriackiego na obwody opawski i cieszyński.
- 1788, 19 stycznia – uruchomienie w kopalni Fryderyk pod Tarnowskimi Górami jednej z pierwszych poza Anglią maszyn parowych. Początek rozwoju wielkiego zagłębia przemysłowego.
- 1790 - odkrycie przez Salomona Isaaca pomiędzy wsiami Zabrze a Łagiewniki pokładów węgla kamiennego.
- 1791 - uruchomienie, z inicjatywy Fryderyka, hrabiego Redena kopalń Königin Luise oraz Prinz Karl von Hessen.

## XIX wiek
- 1811, luty – powstanie chłopskie w 170 gminach powiatów pszczyńskiego i raciborskiego, stłumione przez wojska pruskie - tzw. Zmowa tworkowska.
- 1819 – rozporządzenie o nakazie nauki języka niemieckiego w szkołach.
- 1821, 16 lipca – bulla papieska De salute animarum o oderwaniu powiatu pszczyńskiego i bytomskiego z diecezji krakowskiej.
- 1831 – 1833 – epidemie i klęska głodu wśród ludności wiejskiej
- 1836 – epidemia cholery
- 1842 – Paweł Stalmach zakłada w Cieszynie Złączenie Polskie
- 1844 – początek kampanii antyalkoholowej ks. Alojzego Ficka w Piekarach Śląskich i powstawania towarzystw wstrzemięźliwości.
- 1845 – Samuel Fränkel założył w Prudniku fabrykę tkanin lnianych (późniejsze ZPB „Frotex”), która wkrótce stała się jedną z największych fabryk włókienniczych w Europie i na świecie[7].
- 1847 – epidemia tyfusu plamistego w powiecie pszczyńskim, rybnickim i raciborskim
- 1847 – klęska głodu w rejencji opolskiej, w wyniku której zmarło 50 tys. osób
- 1848, czerwiec i lipiec – w Oleśnie mają miejsce uliczne starcia tłumione przez wojska pruskie.
- 1848, 18 sierpnia – starcia mieszczan z wojskiem pruskim w Nysie
- 1848, 4 lipca – w Bytomiu zaczęto wydawanie gazety „Dziennik Górnośląski”
- 1848, 21 lipca – ks. Józef Szafranek zażądał w sejmie pruskim równouprawnienia języka polskiego z niemieckim na Górnym Śląsku
- 1848, wrzesień – starcia chłopów z wojskiem pruskim w powiecie raciborskim (m.in. w Beneszowie Dolnym, Hulczynie), oraz rozruchy głodowe w Oleśnie, Byczynie i Krapkowicach.
- 1848, 22 października – powstanie w Bytomiu polskiego Klubu Narodowego.
- 1848, 11 listopada – wydanie w języku polskim przez króla i rząd Prus odezwy mającej na celu uspokojenie, związanych z „Wiosną Ludów”, niepokojów społecznych na Śląsku.
- 1850 – podział Śląska Austriackiego na 7 powiatów politycznych (Bielsko, Bruntal, Cieszyn, Frysztat, Frywałdów, Karniów, Opawa-okolice i stolica prowincji Opawa).
- 1863 – oddanie do użytku Głównej Kluczowej Sztolni Dziedzicznej.
- 1865, 11 września – nadanie Katowicom praw miejskich przez króla Prus Wilhelma I Hohenzollerna.
- 1868, 14 lipca – nadanie przez króla Wilhelma I praw miejskich Królewskiej Hucie.
- 1871, 16 czerwca – w Chorzowie (Królewskiej Hucie) rozpoczyna się strajk górników, w następstwie którego dochodzi do szturmu na Inspekcję Górniczą, starć z policją, ataku na więzienie. Na dwa miesiące wprowadzono stan wyjątkowy[8].
- 1872 – usunięcie na wniosek Bismarcka języka polskiego ze szkół na Górnym Śląsku
- 1889, 18 maja – dwutygodniowy strajk 15 tys. górników śląskich
- 1890, 1 grudnia – spis powszechny w rejencji opolskiej wykazuje, że 58,2% ludności podaje język polski jako ojczysty, 35,9% język niemiecki, 2,1% zakwalifikowano jako dwujęzycznych[9].

## XX wiek
- 1903, 25 czerwca – Wojciech Korfanty zostaje pierwszym polskim deputowanym do Reichstagu, który nie wchodzi do niego z ramienia partii Centrum.
- 1907 – w wyborach na polskich kandydatów padło więcej głosów (39,5% głosów) niż na kandydatów katolickiej niemieckiej partii Centrum (31,7% głosów).
- 1918, 28 października – powstała Czechosłowacja.
- 1918, październik – po powstaniu Czechosłowacji powstała m.in. na zachodzie Śląska Austriackiego (Śląsk Sudecki, niem. Sudetenschlesien) prowincja Kraj Sudetów (niem. Sudetenland, cz. Sudetsko) ze stolicą w Opawie.
- 1918, 30 października – w Ostrawie Śląskiej (Polskiej) miał miejsce zjazd Śląskiej Partii Ludowej i Związku Ślązaków.
- 1918, 9 grudnia – ma miejsce Konferencja Kędzierzyńska
- 1918, grudzień – likwidacja przez Czechosłowację prowincji Kraj Sudetów.
- 1919, 23 stycznia – oddziały czeskie w liczbie 16 tys. żołnierzy, łamiąc ustalenia polsko-czeskiego porozumienia granicznego, przekraczają granicę Śląska Cieszyńskiego i spychają nieliczne oddziały samoobrony (ok. 1,5 tys.) dowodzone przez płk Franciszka Latinika na linię Wisły.
- 1919, 26 stycznia – przegrana bitwa Polaków z oddziałami czeskimi pod Kończycami Małymi. Ginie brat gen. Józefa Hallera major Cezary Wojciech Haller.
- 1919, 28 stycznia – 30 stycznia – bitwa z oddziałami czeskimi o Skoczów, zatrzymanie ofensywy wojsk czeskich.
- 1919, 3 lutego – zawarcie zawieszenia broni. Czesi zostają zmuszeni do opuszczenia Cieszyna, Jabłonkowa, Frysztatu.
- 1919, 16 sierpnia – rozpoczyna się pierwsze powstanie śląskie.
- 1920, 4 lutego – część powiatu raciborskiego, Kraik hulczyński (cz. Hlučínsko, niem. Hultschiner Ländchen), została przekazana Czechosłowacji.
- 1920, 15 lipca – uchwalenie Statutu Organicznego Województwa Śląskiego nadającego mu autonomię.
- 1920, 28 lipca-31 lipca – podział Śląska Cieszyńskiego między Polskę i Czechosłowację (Zaolzie, cz. Českotěšínsko).
- 1920, 19 sierpnia – rozpoczyna się drugie powstanie śląskie.
- 1921, 20 marca – plebiscyt na Górnym Śląsku w sprawie przynależności terytorialnej tego obszaru do Polski lub Niemiec. 59,41% głosujących opowiada się za pozostawieniem regionu w Niemczech zaś 40,59% opowiada się za przyłączeniem tego regionu do Polski.
- 1921, 2/3 maja – rozpoczyna się trzecie powstanie śląskie.
- 1922, 20 czerwca – podział Górnego Śląska i przyłączenie, w wyniku decyzji poplebiscytowych, południowo-wschodniej części do Polski.
- 1922, 3 września – w referendum po stronie niemieckiej pada 9% głosów za utworzeniem odrębnego kraju górnośląskiego[10]
- 1922, 24 września – w polskiej części Górnego Śląska odbywają się wybory do Sejmu Śląskiego
- 1922, 11 listopada – ustanowienie Administratury Apostolskiej Śląska Polskiego przez papieża Piusa XI. Administratura powstała z wydzielenia z diecezji wrocławskiej, podlegała bezpośrednio Stolicy Apostolskiej.
- 1923 – proponowany podział Śląska Czeskiego na okręgi Ołomuniec (XII; cz. župa Olomouc), Ostrawa Morawska (XIV; cz. župa Moravská Ostrava) i Czeski Cieszyn (XXI; cz. župa Český Těšín).
- 1924, 29 stycznia – powstała Wielka Ostrawa (cz. Velká Ostrava) połączenim Ostrawy Morawskiej z 3 miastami morawskimi (Przywóz, Witkowice, Mariánské Hory) i 3 gminami morawskimi (Zábřeh nad Odrou, Nová Ves, Hrabuwka).
- 1925 – powstaje diecezja katowicka podległa archidiecezji krakowskiej
- 1926 – wybory samorządowe (komunalne) w autonomicznym województwie śląskim: listy niemieckie zdobywają ponad 40% głosów i większość w wielu miastach: posłużyło to jako pretekst do zaostrzenia walki z mniejszością niemiecką przez wojewodę Michała Grażyńskiego.
- 1928 – czechosłowacka Kraina Śląska (cz. země Slezská) została połączona z Kraina Morawską (cz. země Moravská) i powstała Kraina Morawskośląska (cz. Země Moravskoslezská) ze stolicą w Brnie.
- 1933–1945 – germanizacja słowiańsko-brzmiących niemieckich nazw geograficznych, np. Sczedrzik na Hitlersee (1934), Peterwitz na Zietenbusch (1936), Boblowitz na Hedwigsgrund (1936), Zauchwitz na Dreimühlen (1936), Kittelwitz na  Kitteldorf (1936), Tschirmkau na Schirmke (1936), Pyschcz na Sandau (1938), Bobrownik na Biberswald (1939) itd.
- 1938, 2 października – Równoległe wkroczenie wojsk niemieckich na Śląsk Opawski (Kraj Sudetów i Kraik hulczyński) i wojsk polskich do czechosłowackiej część Śląska Cieszyńskiego (tzw. Zaolzie). Przyłączenie do Polski i woj. śląskiego terytorium o pow. 689 km²
- 1938, 30 października – m.in. na Śląsku Sudeckim powstała rejencja opawska (niem. Regierungsbezirk Troppau, cz. vládní obvod Opava) w ramach Okręgu Rzeszy Kraj Sudetów (niem. Reichsgau Sudetenland, cz. Říšská župa Sudety). Kraik hulczyński został przyłączany do powiatu raciborskiego w rejencji opolskiej w ramach Okręgu Rzeszy Śląsk.
- 1938 - 9 listopada – w niemieckiej części Górnego Śląska (i na Śląsku Sudeckim) dochodzi do pogromu zwanego Nocą kryształową, w wyniku którego spalono wiele żydowskich synagog, zdemolowano sklepy i pobito wielu Żydów.
- 1939, 15 marca – okupacja niemiecka pozostałej części Czech i utworzonie Protektoratu Czech i Moraw. Powiat polityczny Frydek został pod nazwą powiat Frydek (niem. Bezirk Friedeck, cz. okres Frýdek) przyłączany do Oberlandratsbezirk Mährisch Ostrau w ramach Moraw.
- 1939, 25 sierpnia-26 sierpnia - Incydent jabłonkowski.
- 1939, 31 sierpnia - Prowokacja gliwicka.
- 1939, 1 września – wybuch II wojny światowej (atak Niemiec na Polskę), na ziemi opawskiej był otwarty obóz internacyjny Skrochowice (niem. Skrochowitz; dzisiaj część gminy Brumowice) dla Polaków z ziemie cieszyńskiej i ziemie katowickiej.
- 1939 – okupacja niemiecka. Wcielenie polskiej – południowo-wschodniej części Górnego Śląska (Województwa Śląskiego) do III Rzeszy.
- 1939, 8 października – dekret Adolfa Hitlera o likwidacji autonomii województwa śląskiego.
- 1939, 8 grudnia – oddanie do użytku Kanału Gliwickiego
- 1940 – utworzenie przez Wehrmacht w Sławięcicach zespołu obozów pracy przymusowej dla kobiet, Polenlager, obozu dla jeńców międzynarodowych i filii obozu w Auschwitz. Obozy te trzy lata później osiągnął stan 50 tys. więźniów[11].
- 1941, 4 marca – wprowadzenie Volkslisty
- 1941 – ustanowienie nowej jednostki administracyjnej Provinz Oberschlesien, składającej się z rejencji katowickiej i rejencji opolskiej. Do obydwu rejencji przyłączono powiaty zachodniej Małopolski m.in. z zachodnią częścią powiatu częstochowskiego ziemskiego (bez Częstochowy) i dawnym Nowym Śląskiem. Stolicą prowincji zostały Katowice.
- 1941, 1 lipca – kontynuacja integracji Wielkiej Ostrawy połączenie Ostrawy Morawskiej z 2 śląskimi miastami (Polska Ostrawa, Hruszów), 1 śląskim miasteczkem (Michałkowice), 5 śląskimi gminami (Herzmanice, Kończyce nad Ostrawicą, Kończyce Małe, Muglinów, Radwanice-Lipina) i 4 morawskimi gminami (Hrabová, Nová Bělá, Stará Bělá i Výškovice).
- 1944, 6 sierpnia – tragedia żywocicka.
- 1945 – polonizacja niemieckich nazw miejscowości[12].
- 1945, styczeń – przez Górny Śląsk przechodzą Marsze śmierci, w trakcie których śmierć poniosło ok. 15 tys. osób więźniów niemieckiego obozu w Auschwitz.
- 1945 – cały Górny Śląsk w granicach Polski i Czechosłowacji.
- 1945, luty - kwiecień - deportacje Ślązaków do pracy przymusowej w ZSRR.
- 1945, luty – w miejscu filii obozu niemieckiego w Auschwitz, Urząd Bezpieczeństwa utworzyło obóz Zgoda kierowany przez Salomona Morela. W obozie zginęło około 2500 osób, w większości mieszkańców Górnego Śląska.
- 1945, marzec – przyłączenie Śląska Opolskiego (międzywojenny niemiecki Górny Śląsk) i uprzemysłowionych powiatów Kielecczyzny (Zagłębie Dąbrowskie) do de iure autonomicznego Województwa Śląskiego.
- 1945, 6 maja – Krajowa Rada Narodowa likwiduje autonomię Górnego Śląska. Wojewoda Aleksander Zawadzki samowolnie wprowadza nową nazwę województwo śląsko-dąbrowskie.
- 1945, 9 maja – likwidacja przez Czechosłowację administracji polskiej na tzw. Zaolziu.
- od 1945 – czechizacja niektórych niemiecko-brzmiących czeskich nazw geograficznych, w Kraju Sudetów, np. Sudety na pohraniční území (1945), Lichtvard na Světlá Hora, Suchý Zejf na Suchá Rudná, Bretnov na Široká Niva, Kružberk na Křížová, Německé Pavlovice na Slezské Pavlovice, Fulštejn na Bohušov, Sudety na Krkonošsko-jesenická subprovincie (1979), Východní Sudety na Jesenická oblast (1979) itd.
- od 1945 – polonizacja niektórych niemiecko-brzmiących polskich i śląskich nazw geograficznych, w Ziemiach Odzyskanych, np. Racławice Niemieckie na Racławice Śląskie, Buchołów na Bukowa Śląska, Dzików (1945-1948; niem. Wildgrund) na Pokrzywna itd.[13]
- 1945, 30 maja – na Śląsku Czechosłowackim powstała Ekspozytura Śląska Krainy Morawskośląskiej (cz. Slezská expozitura země Moravskoslezské) ze stolicą w Ostrawie.
- 1945 – początki masowego wywożenia tysięcy miejscowej ludności, zwłaszcza górników, na roboty przymusowe do ZSRR, głównie w rejon Donbasu[12][14]
- 1946, 28 czerwca – zmiana nazwy Morawskiej Ostrawy (cz. Moravská Ostrava) na Ostrawa (cz. Ostrava).
- 1946 – kwalifikowanie w Polsce osób do przeprowadzania selekcji narodowej, zakładającej rozdzielenie elementu kulturowo polskiego (czyli posługującego się polskim językiem i zachowującego polskie obyczaje) od Niemców. Na samym Śląsku Opolskim do połowy 1949 roku zweryfikowano około 850 tys. osób[12].
- 1949, 1 stycznia – podział Śląska Czeskiego do krajów ołomunieckiego (cz. Olomoucký kraj) i ostrawskiego (cz. Ostravský kraj).
- 1950 – podział województwa śląskiego (śląsko-dąbrowskiego) na województwo katowickie i województwo opolskie
- 1953–1956 Katowice nosiły nazwę Stalinogród
- lata 70. XX w. duże inwestycje w przemysł i infrastrukturę. Powstaje szereg kopalń węgla kamiennego, stare są modernizowane, powstaje tzw. „gierkówka” droga szybkiego ruchu Warszawa – Katowice (1972–1976).
- 1960, 11 kwietnia – m.in. na terenie Śląska Czeskiego powstał kraj północnomorawski (cz. Severomoravský kraj) ze stolicą w Ostrawie.
- 1975 – z województwa katowickiego wyodrębniono województwo częstochowskie i część województwa bielskiego. Przyłączenie mniejszych miast i osiedli typu miejskiego do sąsiednich, większych ośrodków (np. Lędziny, Niedobczyce, Radlin, Radzionków).
- 1977, 30 grudnia – terytorium apostolskiej administratury w Czeskim Cieszynie zostało przyłączone do archidiecezji ołomunieckiej.
- 1980, 3 września – po serii strajków podpisane zostają w Jastrzębiu-Zdroju przy Kopalni Węgla Kamiennego „Manifest Lipcowy” (obecnie: „Zofiówka”) Porozumienia jastrzębskie. Porozumienie to było częścią porozumień sierpniowych, ale obejmowało też szereg żądań górników.
- 1981, 13 grudnia – po wprowadzeniu stanu wojennego w Polsce na Śląsku dochodzi do bardzo licznych strajków i akcji protestacyjnych, m.in. w KWK Piast, gdzie 1000 górników przebywało pod ziemią od 14 grudnia do 28 grudnia 1981 (był to najdłużej trwający strajk w historii powojennego górnictwa).
- 1981, 16 grudnia masakra górników w kopalni Wujek w Katowicach
- 1995, grudzień nadanie sztandaru przez mieszkańców miasta Lubliniec 1 Pułkowi Specjalnemu Komandosów
- 1996, 30 maja – powstała diecezja ostrawsko-opawska w wyniku wyłączenia części terytorium z archidiecezji ołomunieckiej.
- 1997, 6-10 lipca 1997, powódź tysiąclecia, na Górnym Śląsku Odra zalała tereny w okolicach Wodzisławia Śląskiego i Raciborza, który 8 lipca 1997 znalazł się pod wodą. Zalane zostały również Kędzierzyn Koźle, Krapkowice i Opole oraz wiele wsi położonych w okolicy wymienionych miast powiatach. Powódź nawiedziła też wiele innym miejscowości Górnego Śląska w których wylewały mniejsze cieki wodne.
- 1999 – Reforma administracyjna - wbrew wcześniejszym planom utworzenia jednego województwa w granicach historycznych - dzieli Górny Śląsk na dwa województwa: województwo śląskie (obejmujące obszary części historycznego Górnego Śląska (ok.51% województwa) ale również część historycznej Małopolski (ok.49% województwa) a jednocześnie wcześniejszych województw: katowickiego, częściowo bielskiego i częstochowskiego) oraz województwo opolskie (powiększone o powiat oleski).
- 2000, 1 stycznia – podział Śląska Czeskiego na kraj ołomuniecki (cz. Olomoucký kraj; w tym powiat Jeseník) i ostrawski (cz. Ostravský kraj).

## XXI wiek
- 2001, 31 maja – zmiana nazwy kraju ostrawskiego na kraj morawsko-śląski (cz. Moravskoslezský kraj).
- 2007, 21 grudnia – Polska i Czechy przystąpiły do strefy Schengen - przekraczanie granic państwowych na terenie Śląska możliwe jest w dowolnym miejscu